# 海軍大臣
海軍大臣（かいぐんだいじん）は、旧日本海軍の軍政を管轄する海軍省を担当した日本の閣僚。

## 概要
海軍大臣は海軍省の長であり、天皇によって海軍大将または海軍中将から親任された。軍令部総長（海軍軍令部長）が軍令を担当したのに対し、海軍大臣は軍政を担当した。海軍大臣は「軍人は政治に関与してはならない」という伝統があった海軍内では唯一政治に関わることが許された役職である各省官制通告で職ではなく官と定められており、親任官であるため、軍階級が中将の就任者であっても法律上大将に対し行政命令を発することが出来た。
特徴として、海軍におけるそのポストの重みがある。陸軍では陸軍大臣は必ずしも絶対的ではなかったが、海軍において海軍大臣は圧倒的な力を持っていた。海軍大臣は複数の内閣に渡って続けて長年、もしくは繰り返し務めることが多く、60年で18人の人物しかその職に就いていないことからもそれは窺える。また、そのうち5人が総理大臣を歴任した。
なお現在の自衛隊(陸上・海上・航空)を管轄する防衛省担当の防衛大臣（旧防衛庁長官）は、原則として文民である現職の国会議員が務める（日本国憲法第66条2項及び第68条に基づく）。

## 歴代大臣
| 1  | 西郷従道   | 第1次伊藤内閣   | 1885年（明治18年）12月22日 | 1888年（明治21年）04月30日 |
| 1  | 西郷従道   | 黒田内閣        | 1888年（明治21年）04月30日 | 1889年（明治22年）12月24日 |
| 1  | 西郷従道   | 第1次山縣内閣   | 1889年（明治22年）12月24日 | 1890年（明治23年）05月17日 |
| 2  | 樺山資紀   | 第1次山縣内閣   | 1890年（明治23年）05月17日 | 1891年（明治24年）05月06日 |
| 2  | 樺山資紀   | 第1次松方内閣   | 1891年（明治24年）05月06日 | 1892年（明治25年）08月08日 |
| 3  | 仁礼景範   | 第2次伊藤内閣   | 1892年（明治25年）08月08日 | 1893年（明治26年）03月11日 |
| 4  | 西郷従道   | 第2次伊藤内閣   | 1893年（明治26年）03月11日 | 1896年（明治29年）09月18日 |
| 4  | 西郷従道   | 第2次松方内閣   | 1896年（明治29年）09月18日 | 1898年（明治31年）01月12日 |
| 4  | 西郷従道   | 第3次伊藤内閣   | 1898年（明治31年）01月12日 | 1898年（明治31年）06月30日 |
| 4  | 西郷従道   | 第1次大隈内閣   | 1898年（明治31年）06月30日 | 1898年（明治31年）11月08日 |
| 5  | 山本権兵衛 | 第2次山縣内閣   | 1898年（明治31年）11月08日 | 1900年（明治33年）10月19日 |
| 5  | 山本権兵衛 | 第4次伊藤内閣   | 1900年（明治33年）10月19日 | 1901年（明治34年）06月02日 |
| 5  | 山本権兵衛 | 第1次桂内閣     | 1901年（明治34年）06月02日 | 1906年（明治39年）01月07日 |
| 6  | 斎藤実     | 第1次西園寺内閣 | 1906年（明治39年）01月07日 | 1908年（明治41年）07月14日 |
| 6  | 斎藤実     | 第2次桂内閣     | 1908年（明治41年）07月14日 | 1911年（明治44年）08月30日 |
| 6  | 斎藤実     | 第2次西園寺内閣 | 1911年（明治44年）08月30日 | 1912年（大正元年）12月21日 |
| 6  | 斎藤実     | 第3次桂内閣     | 1912年（大正元年）12月21日 | 1913年（大正02年）02月20日 |
| 6  | 斎藤実     | 第1次山本内閣   | 1913年（大正02年）02月20日 | 1914年（大正03年）04月16日 |
| 7  | 八代六郎   | 第2次大隈内閣   | 1914年（大正03年）04月16日 | 1915年（大正04年）08月10日 |
| 8  | 加藤友三郎 | 第2次大隈内閣   | 1915年（大正04年）08月10日 | 1916年（大正05年）10月09日 |
| 8  | 加藤友三郎 | 寺内内閣        | 1916年（大正05年）10月09日 | 1918年（大正07年）09月29日 |
| 8  | 加藤友三郎 | 原内閣          | 1918年（大正07年）09月29日 | 1921年（大正10年）11月13日 |
| 8  | 加藤友三郎 | 高橋内閣        | 1921年（大正10年）11月13日 | 1922年（大正11年）06月12日 |
| 8  | 加藤友三郎 | 加藤友三郎内閣  | 1922年（大正11年）06月12日 | 1923年（大正12年）05月15日 |
| 9  | 財部彪     | 加藤友三郎内閣  | 1923年（大正12年）05月15日 | 1923年（大正12年）09月02日 |
| 9  | 財部彪     | 第2次山本内閣   | 1923年（大正12年）09月02日 | 1924年（大正13年）01月07日 |
| 10 | 村上格一   | 清浦内閣        | 1924年（大正13年）01月07日 | 1924年（大正13年）06月11日 |
| 11 | 財部彪     | 加藤高明内閣    | 1924年（大正13年）06月11日 | 1926年（大正15年）01月30日 |
| 11 | 財部彪     | 第1次若槻内閣   | 1926年（大正15年）01月30日 | 1927年（昭和02年）04月20日 |
| 12 | 岡田啓介   | 田中義一内閣    | 1927年（昭和02年）04月20日 | 1929年（昭和04年）07月02日 |
| 13 | 財部彪     | 濱口内閣        | 1929年（昭和04年）07月02日 | 1930年（昭和05年）10月03日 |
| 14 | 安保清種   | 濱口内閣        | 1930年（昭和05年）10月03日 | 1931年（昭和06年）04月14日 |
| 14 | 安保清種   | 第2次若槻内閣   | 1931年（昭和06年）04月14日 | 1931年（昭和06年）12月13日 |
| 15 | 大角岑生   | 犬養内閣        | 1931年（昭和06年）12月13日 | 1932年（昭和07年）05月26日 |
| 16 | 岡田啓介   | 齋藤内閣        | 1932年（昭和07年）05月26日 | 1933年（昭和08年）01月09日 |
| 17 | 大角岑生   | 齋藤内閣        | 1933年（昭和08年）01月09日 | 1934年（昭和09年）07月08日 |
| 17 | 大角岑生   | 岡田内閣        | 1934年（昭和09年）07月08日 | 1936年（昭和11年）03月09日 |
| 18 | 永野修身   | 廣田内閣        | 1936年（昭和11年）03月09日 | 1937年（昭和12年）02月02日 |
| 19 | 米内光政   | 林内閣          | 1937年（昭和12年）02月02日 | 1937年（昭和12年）06月04日 |
| 19 | 米内光政   | 第1次近衛内閣   | 1937年（昭和12年）06月04日 | 1939年（昭和14年）01月05日 |
| 19 | 米内光政   | 平沼内閣        | 1939年（昭和14年）01月05日 | 1939年（昭和14年）08月30日 |
| 20 | 吉田善吾   | 阿部内閣        | 1939年（昭和14年）08月30日 | 1940年（昭和15年）01月16日 |
| 20 | 吉田善吾   | 米内内閣        | 1940年（昭和15年）01月16日 | 1940年（昭和15年）07月22日 |
| 20 | 吉田善吾   | 第2次近衛内閣   | 1940年（昭和15年）07月22日 | 1940年（昭和15年）09月05日 |
| 21 | 及川古志郎 | 第2次近衛内閣   | 1940年（昭和15年）09月05日 | 1941年（昭和16年）07月18日 |
| 21 | 及川古志郎 | 第3次近衛内閣   | 1941年（昭和16年）07月18日 | 1941年（昭和16年）10月18日 |
| 22 | 嶋田繁太郎 | 東條内閣        | 1941年（昭和16年）10月18日 | 1944年（昭和19年）07月17日 |
| 23 | 野村直邦   | 東條内閣        | 1944年（昭和19年）07月17日 | 1944年（昭和19年）07月22日 |
| 24 | 米内光政   | 小磯内閣        | 1944年（昭和19年）07月22日 | 1945年（昭和20年）04月07日 |
| 24 | 米内光政   | 鈴木貫太郎内閣  | 1945年（昭和20年）04月07日 | 1945年（昭和20年）08月17日 |
| 24 | 米内光政   | 東久邇宮内閣    | 1945年（昭和20年）08月17日 | 1945年（昭和20年）10月09日 |
| 24 | 米内光政   | 幣原内閣        | 1945年（昭和20年）10月09日 | 1945年（昭和20年）12月01日 |

## 記録
- 最長在任記録(通算) - 西郷従道：10年, 25日間
- 最長在任記録(連続) - 斎藤実：8年, 100日間
- 最短在任記録 - 野村直邦：6日間
- 最多就任記録(内閣数) - 米内光政：7回
- 首相に在任した海軍大臣経験者は山本権兵衛・加藤友三郎・斎藤実・岡田啓介・米内光政の5人。また、米内は首相退任後に再び海軍大臣に就いている。
- 海軍大臣の経験なしに首相に在任した海軍軍人として鈴木貫太郎がいる（侍従長を経て首相になった唯一の人物）。
- 元帥になった海軍大臣経験者は、西郷従道・加藤友三郎・永野修身の3人（加藤は没後追贈）。